# Serie del Caribe 1979
La vigésima segunda edición de la Serie del Caribe se jugó en 1979. Se llevó a cabo del 4 al 9 de febrero con los equipos campeones de República Dominicana (Águilas Cibaeñas), México (Mayos de Navojoa), Puerto Rico (Criollos de Caguas) y Venezuela (Navegantes del Magallanes). El formato consistió en 12 juegos, cada equipo enfrentándose a los otros equipos dos veces. Los partidos se jugaron en el Estadio Hiram Bithorn de San Juan, Puerto Rico, que elevó el aforo a 18.000 asientos.

## Resumen
Navegantes de Magallanes de Venezuela aseguró su segundo título de la Serie del Caribe por equipos y segundo como país con un récord de 5-1. Guiado por el manager / BD Willie Horton (.261 BA, .414 OBP) y el Jugador Más Valioso de la Serie Mitchell Page (.417 BA, dos jonrones, 11 carreras impulsadas, seis anotadas, .875 SLG), el club venezolano ocupó el primer puesto a pesar de una derrota por 1-0 ante República Dominicana en el Juego 1. El resto del camino, el equipo ganó los siguientes cinco juegos superando a sus rivales 38-13. El jardinero central Jerry White, quien fue el único jugador en la serie con al menos un hit en cada juego, lideró a los bateadores con un BA de .522 y un OBP de .607, incluidas cinco carreras, cuatro carreras impulsadas, un SLG de .783 y OPS de 1.370. Otras contribuciones vinieron del jardinero Oswaldo Olivares (.435 BA, .536 OBP, siete RBI), el jugador de cuadro Dave Coleman (cuatro carreras, seis RBI, .357 OBP), el receptor Bo Díaz (.273 BA, cuatro RBI, .429 OBP) y el segunda base Rodney Scott (.308, ocho carreras). El fuerte cuerpo de lanzadores estuvo encabezado por Mike Norris, quien registró un récord de 2-0 con efectividad de 0.00 y 13 ponches (incluyendo una blanqueada de un hit y tres entradas de relevo ), mientras que el relevista Manny Sarmiento tuvo marca de 2-0 con efectividad de 2.16 en 81⁄3 de trabajo y Ben Wilbank ganó su única apertura en 8.0 entradas en blanco. Larry Rothschild, Jim Umbarger y Alan Wirth también reforzaron el personal.
| Posiciones finales   |                           |   |   |       |     |
| País                 | Club                      | G | P | G/P % | Dif |
| Venezuela            | Navegantes del Magallanes | 5 | 1 | .833  | –   |
| República Dominicana | Águilas Cibaeñas          | 4 | 2 | .667  | 1.0 |
| Puerto Rico          | Criollos de Caguas        | 2 | 4 | .333  | 3.0 |
| México               | Mayos de Navojoa          | 1 | 5 | .167  | 4.0 |

| Bandera de Venezuela              |
| Campeón Navegantes del Magallanes |
| Segundo título                    |